# Pasir Lancat Julu
Pasir Lancat Julu is een bestuurslaag in het regentschap Padang Lawas Utara van de provincie Noord-Sumatra, Indonesië. Pasir Lancat Julu telt 957 inwoners (volkstelling 2010).